# Iglesia de Nuestra Señora de la Asunción (Chinchón)
La iglesia de Nuestra Señora de la Asunción es un inmueble de la localidad española de Chinchón, en la provincia de Madrid.

## Descripción
El edificio se encuentra en la localidad española de Chinchón, en la provincia de Madrid. Se menciona como iglesia parroquial del lugar en el segundo volumen de la Historia de Madrid y de los pueblos de su provincia (1921) de Juan Ortega Rubio, donde aparece descrita con las siguientes palabras:

La iglesia parroquial, dedicada a la Asunción, de orden gótico, se edificó en 1537, a costa de los vecinos, del conde de Chinchón y de su hermano el arzobispo de Zaragoza. Se terminó el hermoso templo el año 1626, importando la fábrica 2.837.138 reales; los vecinos pagaron 2.203.859; el conde y el prelado 623.319: además, estos señores satisficieron 1.129.270 reales por los mármoles, jaspes, pinturas, etcétera, para su sepulcro y para adornar la capilla mayor. Fué incendiada en 29 de diciembre de 1808 por las tropas francesas que mandaba el mariscal Víctor, quedando sólo la torre. Tanto la iglesia del convento de Agustinos calzados, como la de San Antón, fueron habilitadas por algún tiempo para el culto parroquial, hasta que el 15 de agosto de 1840 se trasladó definitivamente a la capilla de los condes, donde a la sazón se encuentra. En la capilla de los condes no hay torre, razón por la cual existe iglesia sin torre y torre sin iglesia. El cuadro de la Asunción de Nuestra Señora, que está en el altar mayor, fué pintado y regalado por el insigne don Francisco de Goya. El curato es de término.
(Ortega Rubio, 1921, p. 101)